# Тогайбаев, Ислам Уакитович
Исла́м Уаки́тович Тогайба́ев (каз. Ислам Уахитұлы Тоғайбаев; 11 марта 1950 — 8 октября 2012) — казахстанский государственный деятель, аким Караганды (2006—2010).

## Биография
Родился 11 марта 1950 года в селе Тургай Джангильдинского района Тургайской области в казахской семье. Происходит из рода кыпшак . В 1972 году окончил Карагандинский политехнический институт по специальности «промышленное и гражданское строительство». Работал в тресте «Караган-дапромстрой» на различных должностях: инженер центральной строительной лаборатории, мастер, прораб строительного управления № 1, старший прораб ПМК-4, начальник строительных управлений № 6 и № 3 в Сарани, начальник ПМК-4.
С 1981 года на партийной работе. Заведовал промышленно-транспортным отделом Советского райкома Компартии Казахстана города Караганды. Позднее был заведующим отделом строительства и городского хозяйства, потом вторым секретарём Карагандинского горкома партии.
С февраля 1988 года по 1992 год пребывал в должности председателя исполкома Карагандинского областного Совета народных депутатов. В тот же период окончил Академию общественных наук при ЦК КПСС по специальности «партийное и советское строительство». С 1992 по 1997 год являлся главой корпорации «Крамдс-Орталык», с 1997 по 1999 год возглавлял компанию «Каргормаш-ИТЭКС». Позднее занимал должности советника акима Карагандинской области, акима Советского района Караганды, заместителя акима, первого заместителя акима области.
25 мая 2006 года назначен акимом Караганды. На этом посту он запомнился своими яркими и эмоциональными высказываниями. Нередко жёстко критиковал начальников разных госучреждений. Тогайбаев провёл в Караганде глобальную инвентаризацию. Ввёл запрет на расклейку объявлений. При нём на улицах города были установлены камеры наружного наблюдения, выполнен ремонт домов и дворов. Он также подписал распоряжение об утверждении акта государственной комиссии по приёмке домов в микрорайона «Бесоба», которые позднее были признаны аварийными.
В январе 2010 года ушёл с поста акима по состоянию здоровья. Скончался 8 октября 2012 года.

## Семья
Был женат, двое детей.

## Награды
Медаль «За трудовое отличие» (2004).